# Cattenom
Cattenom (prononcé [katnɔm], Kattenhofen en allemand, Kettenuewen en luxembourgeois) est une commune française située dans le département de la Moselle. Située en Lorraine, la commune fait partie depuis 2016 de la région administrative Grand Est.
La commune est essentiellement connue pour sa centrale nucléaire et pour être le plus grand musée à ciel ouvert de la Ligne Maginot. En effet, lors de l'édification du célèbre système de fortifications, un nombre impressionnant d'ouvrages militaires de différents types et aux fonctions variées a été construit dans la forêt communale et ses abords, aménagée pour l'occasion comme un véritable saillant défensif renforcé. Ainsi la commune de Cattenom bénéficie-t-elle de la présence de deux projets d'ingénierie majeurs du XXe siècle.

## Géographie
La ville est située à neuf kilomètres environ au nord-est de Thionville, à 42 km de Metz et à onze kilomètres de la frontière franco-luxembourgeoise. Cattenom est réputée pour ses plans d’eau.
| Boust, Breistroff-la-Grande |                         | Fixem, Gavisse |
| Hettange-Grande             | Cattenom                | Malling        |
| Manom                       | Basse-Ham, Kœnigsmacker |                |

### Écarts et lieux-dits
- Homeldange
- Husange : village et zone artisanale faisant partie de la commune.
- Sentzich : village et ancienne commune réunie à Cattenom en 1970.

### Hydrographie
La commune est située dans le bassin versant du Rhin au sein du bassin Rhin-Meuse. Elle est drainée par la Moselle, la Moselle canalisée, le ruisseau la Kiesel, le ruisseau de Warpich, le ruisseau de Weihergraben, le ruisseau le Ganzenbruch, le ruisseau le Mirgenbach, le ruisseau le Tenchebach et le ruisseau le Waldgraben.
La Moselle, d’une longueur totale de 560 kilomètres, dont 315 kilomètres en France, prend sa source dans le massif des Vosges au col de Bussang et se jette dans le Rhin à Coblence en Allemagne.
La Moselle canalisée, d'une longueur totale de 135,2 km, prend sa source dans la commune de Pont-Saint-Vincent et se jette  dans la Moselle à Kœnigsmacker, après avoir traversé 61 communes.
Le ruisseau la Kiesel, d'une longueur totale de 18,7 km, prend sa source dans la commune de Kanfen et se jette  dans la Moselle sur la commune, après avoir traversé cinq communes.

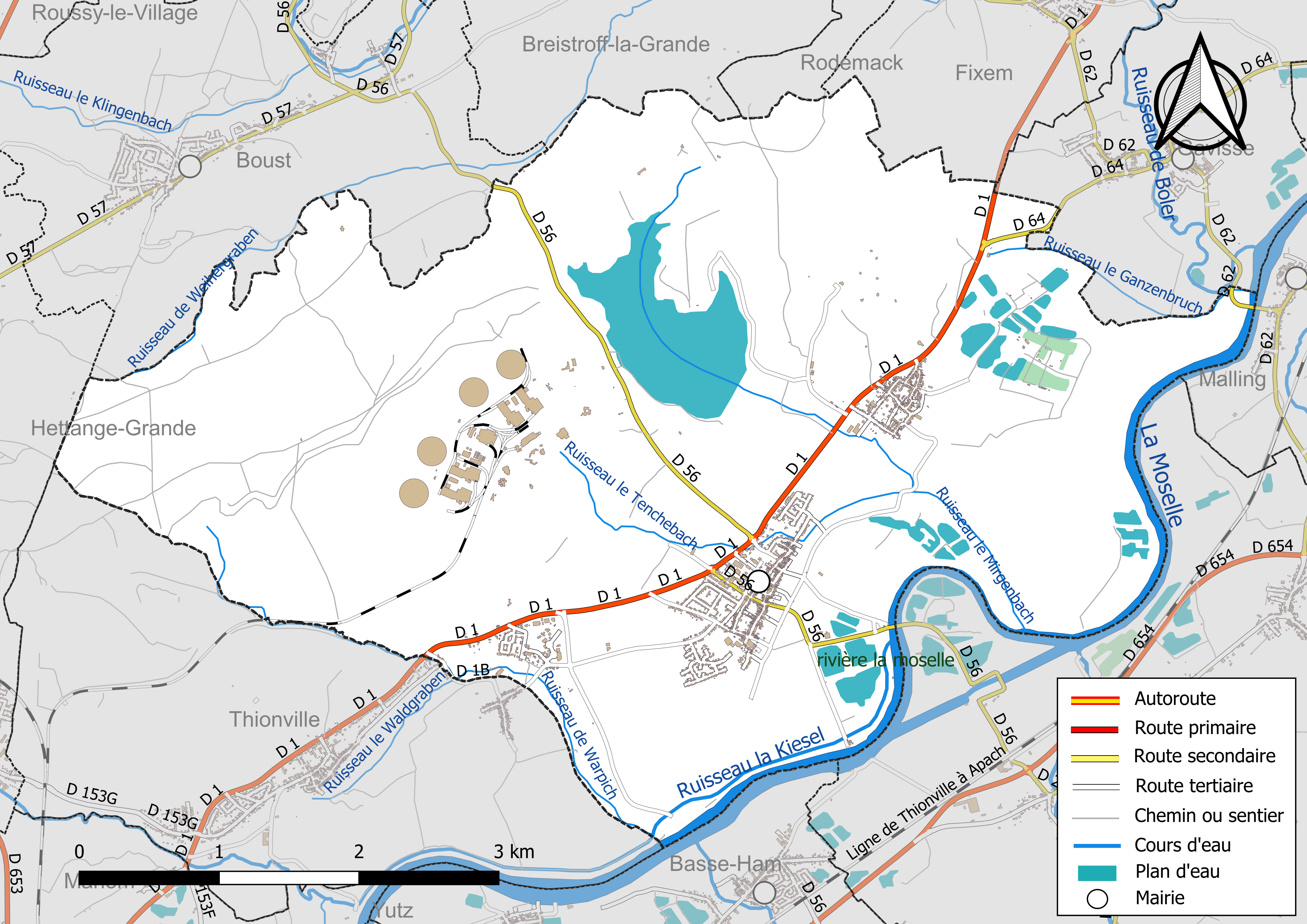
Réseaux hydrographique et routier de Cattenom.

La qualité des eaux des principaux cours d’eau de la commune, notamment de la Moselle, de la Moselle canalisée et du ruisseau la Kiesel, peut être consultée sur un site dédié géré par les agences de l’eau et l’Agence française pour la biodiversité.

### Climat
Pour des articles plus généraux, voir Climat du Grand Est et Climat de la Moselle.
En 2010, le climat de la commune est de type climat des marges montargnardes, selon une étude du Centre national de la recherche scientifique s'appuyant sur une série de données couvrant la période 1971-2000. En 2020, Météo-France publie une typologie des climats de la France métropolitaine dans laquelle la commune est exposée à un climat semi-continental et est dans la région climatique  Lorraine, plateau de Langres, Morvan, caractérisée par un hiver rude (1,5 °C), des vents modérés et des brouillards fréquents en automne et hiver. 
Pour la période 1971-2000, la température annuelle moyenne est de 9,9 °C, avec une amplitude thermique annuelle de 16,7 °C. Le cumul annuel moyen de précipitations est de 828 mm, avec 12,7 jours de précipitations en janvier et 9 jours en juillet. Pour la période 1991-2020, la température moyenne annuelle observée sur la station météorologique de Météo-France la plus proche, « Malancourt », sur la commune d'Amnéville à 18 km à vol d'oiseau, est de 10,2 °C et le cumul annuel moyen de précipitations est de 884,1 mm. 
La température maximale relevée sur cette station est de 39,3 °C, atteinte le 25 juillet 2019 ; la température minimale est de −17,9 °C, atteinte le 5 janvier 1985,,. 
Les paramètres climatiques de la commune ont été estimés pour le milieu du siècle (2041-2070) selon différents scénarios d'émission de gaz à effet de serre à partir des nouvelles projections climatiques de référence DRIAS-2020. Ils sont consultables sur un site dédié publié par Météo-France en novembre 2022.

## Urbanisme

### Typologie
Au 1er janvier 2024, Cattenom est catégorisée bourg rural, selon la nouvelle grille communale de densité à sept niveaux définie par l'Insee en 2022.
Elle est située hors unité urbaine. Par ailleurs la commune fait partie de l'aire d'attraction de Luxembourg (partie française), dont elle est une commune de la couronne,. Cette aire, qui regroupe 115 communes, est catégorisée dans les aires de 700 000 habitants ou plus (hors Paris),.

### Occupation des sols
L'occupation des sols de la commune, telle qu'elle ressort de la base de données européenne d’occupation biophysique des sols Corine Land Cover (CLC), est marquée par l'importance des territoires agricoles (39,4 % en 2018), en diminution par rapport à 1990 (41,5 %). La répartition détaillée en 2018 est la suivante : 
forêts (35,4 %), terres arables (24,2 %), prairies (12,8 %), eaux continentales (12,6 %), zones industrielles ou commerciales et réseaux de communication (6,9 %), zones urbanisées (4,7 %), cultures permanentes (1,2 %), zones agricoles hétérogènes (1,1 %), mines, décharges et chantiers (1 %), milieux à végétation arbustive et/ou herbacée (0,1 %). L'évolution de l’occupation des sols de la commune et de ses infrastructures peut être observée sur les différentes représentations cartographiques du territoire : la carte de Cassini (XVIIIe siècle), la carte d'état-major (1820-1866) et les cartes ou photos aériennes de l'IGN pour la période actuelle (1950 à aujourd'hui).

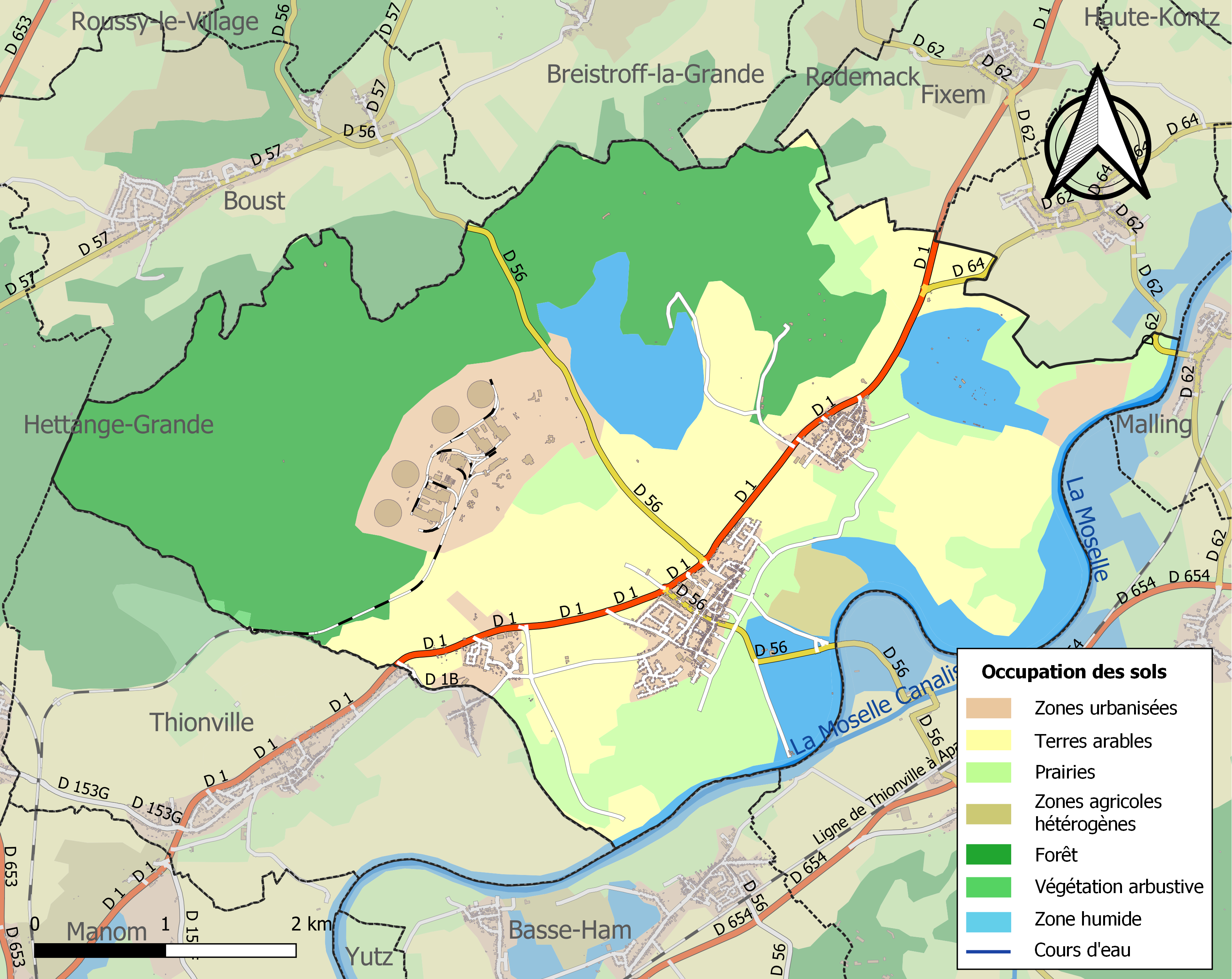
Carte des infrastructures et de l'occupation des sols de la commune en 2018 (CLC).

## Toponymie
Le nom de Cattenom est attesté sous les formes : Cathenem (1182), Kettenem (1214), Kettenhem (1329), Kettenheim (1400), Kerthenhem (1426), Katenem (1432), Kettenheim (1481), Keluchem / Ketenhon / Cetenhem / Kentuchen / Kettenoffen (1544), Kettenhoven (1568-1570), Cettenhouen (1589), Kattenhous (1594), Catnum (XVIe siècle), Katenom (1668), Catnom (1685), Kethenoven (1686), Cathenom (carte de Cassini), Cattenom (1793),. Par ailleurs, durant le XIXe siècle, Cattenom était également connu au niveau postal sous l’alias de Kettenhowen.
Le premier élément est probablement l’anthroponyme germanique Catto que l’on retrouve dans Catonvielle et dans Chatonrupt. Le second élément est apparemment le germanique haim « foyer, village » (cf. allemand Heim). Il semble qu’une forme en -hof / -hoven « cour, ferme » ait coexisté, comme c’est parfois le cas en toponymie ; Il s'agit en ce cas d'une paire toponymique. Il y a homonymie avec Kettenheim en Rhénanie-Palatinat (Allemagne).
Selon Ernest Nègre, *Cattonhem serait devenu Catten(h)om par interversion de o et e.
En allemand : Kattenhofen. En francique lorrain, cette ville est traditionnellement appelée Kättewen par ses habitants, ainsi que Kättenuewen dans les localités voisines situées sur la rive gauche de la Moselle et Kättenowen dans les communes situées sur la rive droite. Au Luxembourg, la ville est appelée Kettenuewen,.
Homeldange
Homeldingen (1871-1918), Hommeldéng en francique lorrain.

### Odonymie
Quelques noms de voies en francique lorrain : d'Iirzegaass (rue de la République), Bäi der wäsch (rue de la Fontaine), d'Groussgaass (rue Kennedy), d'Péiteregässel (impasse des Lilas), Muselstrooss (rue Général de Gaulle), d'Kiirchstrooss (rue Jeanne d'Arc), d'Hënneschtgaass (rue des Tulipes), d'Potchämpegaass (rue Saint-Étienne), d'Schlass strooss (rue des Châteaux).
En 1984, il a été proposé au maire d'installer des plaques bilingues dans la commune, mais celui-ci a refusé.

## Histoire

### Préhistoire
Au lieu-dit Unterhausen (lotissement Les Tanneurs), des fouilles archéologiques préventives ont mis en évidence un habitat rural du Néolithique ancien et de la fin de l'âge du bronze.

### Antiquité
À Sentzich, en 2000, au lieu-dit Seeveren, des fouilles préventives ont mis au jour deux fosses circulaires datées de l’époque de la Tène pouvant s’apparenter à des silos et des morceaux de céramique. Le lieu est situé dans la zone de chevauchement entre l’aire d’influence des médiomatriques au sud et celle des trévires au nord.
La grande voie romaine qui relie Divodurum Mediomatricorum à Augusta Treverorum par la rive gauche de la Moselle traverse la forêt de Cattenom et forme une des limites de la commune à l’ouest. Il est admis qu’un diverticulum entre cette voie et la grande voie de la rive droite traversait la Moselle entre Cattenom et Basse-Ham.

### Moyen Âge
Des fouilles archéologiques de 2022 ont mis au jour à Cattenom un cimetière datant de la dynastie mérovingienne.
La seigneurie de Cattenom renfermait les villages de Breisdorf (en partie), Boler, Evingen, Hettingen-la-grande, Kœking, Sentzig, Sœterich et des parties de Boust, Garsch, Roussy-bourg et Roussy-village. Elle appartenait à la maison ducale de Limbourg et ne fut jointe au comté de Luxembourg qu’en 1214, à l’occasion du mariage de Walram de Limbourg avec la comtesse Ermesinde, héritière du comté de Luxembourg et veuve du comte Thibaut de Bar. Jusqu’à l’époque de ce mariage, Cattenom ressortissait du comté d’Arlon.
À partir de la fusion en 1214 du comté d'Arlon avec le comté de Luxembourg, la seigneurie de Cattenom disparait comme telle et se trouva réunie au territoire dit prévôtal de Thionville.
- Siège d'une cure de l'archiprêtré de Thionville, qui dépendait de l’abbaye de Munster[précision nécessaire] de Luxembourg[16] ;
- Seigneurie domaniale, possession des rois d'Espagne et des ducs de Luxembourg ;
- Relevait de l'archevêché de Trèves : en 1324, c’est à Katenhem, marche d’Estault, que se tenaient les journées amiables entre la cité de Metz et l'archevêque de Trèves[16] ;
- Était en 1400 le siège d’une commanderie de l'ordre Teutonique ou Deutschenhaus[16] ;
- Au Moyen Âge, Cattenom faisait partie de la prévôté de Thionville. Autour de l’an mille, elle est rattachée à ce qui deviendra le duché de Luxembourg. La ville est rattachée à l'État bourguignon en 1462[27] ;
- La foire de Cattenom fut considérée comme la plus importante du duché[Quand ?].

### Période moderne et contemporaine
En 1638, l'ancienne seigneurie ayant été aliénée par l'État à titre d'engagère au profit de Guillaume de la Marguille, seigneur de Copel ; la seigneurie de Cattenom reparut comme telle avec son ancien territoire et ses anciennes prérogatives.
Elle se composait à cette époque du bourg de Kettenhoven (Cattenom), des villages de Boler, Breisdorf-la-grande, Sentzig, Kœking et d’un certain nombre de maisons dans les villages de Roussy-le-Bourg et Roussy-le-Village.
La commune passa sous la domination française en 1643 après la victoire de Condé à Thionville. Fief de Valter de Meuerbourg jusqu’à la Révolution.
Le 29 avril 1814, cinquante et une maisons de Sentzich brûlèrent par l’imprudence d’un soldat Hessois qui mit le feu à un toit de chaume, en tirant des coups de fusil sur le coq du clocher.
En 1817, à Cattenom, village sur la Moselle fermé de murailles, il y avait à cette époque 1 015 habitants répartis dans 190 maisons. Et à Sentzich, à la même époque, il y avait 739 habitants répartis dans 127 maisons.

### Seconde Guerre mondiale
Entre 1930 et 1940, aménagement des ouvrages militaires défensifs de la ligne Maginot. La population de la ville augmente fortement du fait de la présence des ouvriers travaillant sur les nombreux chantiers, ainsi que par l’aménagement du camp de sécurité de Cattenom, avec des équipements collectifs, des baraquements pour les soldats et des villas pour les cadres de métiers et leur famille. Ce casernement était dénommé quartier Boler. Il sera occupé par des éléments de la Kriegsmarine durant les années d’annexion au 3e reich.
En septembre 1939, au moment de la déclaration de la guerre, la population de Sentzich est évacuée. En mai 1940, c’est au tour de la population civile de Cattenom d’être évacuée de la zone des combats.
En 1944, entre le 9 et le 14 novembre, la forêt de Cattenom est le point de départ du franchissement de la Moselle par la 90e division d’infanterie américaine « Texas-Oklahoma ». Le couvert végétal et les ouvrages de la Ligne Maginot ont été utilisés pour dissimuler soldats et matériels. Au cours de cette bataille, un pont flottant est installé sur la rivière pour permettre au matériel lourd et au ravitaillement de rejoindre la rive droite. Les combats sont menés alors que la Moselle est en crue, la plaine complètement inondée et par un temps effroyable (pluie, vent, froid). L’observatoire (bloc 5) de l’ouvrage du Galgenberg, qui domine le champ de bataille semble avoir été utilisé à la suite d’une reconnaissance effectuée par des officiers du 359th Infrantry regiment. Ils ont pu accéder à l’intérieur de l’ouvrage depuis le créneau JM/AC 47 endommagé de l’entrée des munitions. Les derniers occupants allemands avaient en effet procédé au sabotage des canons anti-chars de l’ouvrage.

## Politique et administration
| Période                                  | Période   | Identité            | Étiquette | Qualité                                                                                            |
| ---------------------------------------- | --------- | ------------------- | --------- | -------------------------------------------------------------------------------------------------- |
| Les données manquantes sont à compléter. |           |                     |           | |
| 1945                                     | 1952      | Léon Pirus          |           | Cultivateur                                                                                        |
| 1952                                     | mai 1953  | Nicolas Becker      |           | |
| mai 1953                                 | mars 1959 | Jean-Pierre Kleiner |           | |
| mars 1959                                | juin 1995 | Alphonse Bohler     | UNR       | Président du District rural de Cattenom et environs (1986 → 1995)                                  |
| juin 1995                                | mai 2020  | Michel Schibi       | SE-DVD    | Médecin généraliste, maire honoraire Vice-président de la CC de Cattenom et environs (1995 → 2020) |
| mai 2020                                 | En cours  | Bernard Zenner      | SE        | Retraité de l'énergie, ancien premier adjoint                                                      |

## Population et société

### Démographie
L'évolution du nombre d'habitants est connue à travers les recensements de la population effectués dans la commune depuis 1793. Pour les communes de moins de 10 000 habitants, une enquête de recensement portant sur toute la population est réalisée tous les cinq ans, les populations de référence des années intermédiaires étant quant à elles estimées par interpolation ou extrapolation. Pour la commune, le premier recensement exhaustif entrant dans le cadre du nouveau dispositif a été réalisé en 2007.

En 2022, la commune comptait 2 593 habitants, en évolution de −3,75 % par rapport à 2016 (Moselle : +0,52 %, France hors Mayotte : +2,11 %).
| 1793 | 1800  | 1806  | 1821 | 1836  | 1841  | 1861  | 1866  | 1871  |
| ---- | ----- | ----- | ---- | ----- | ----- | ----- | ----- | ----- |
| 866  | 1 067 | 1 045 | 916  | 1 148 | 1 100 | 1 163 | 1 136 | 1 042 |

| 1875 | 1880 | 1885 | 1890 | 1895 | 1900 | 1905 | 1910 | 1921 |
| ---- | ---- | ---- | ---- | ---- | ---- | ---- | ---- | ---- |
| 943  | 936  | 885  | 858  | 842  | 784  | 819  | 834  | 850  |

| 1926 | 1931 | 1936  | 1946 | 1954  | 1962  | 1968  | 1975  | 1982  |
| ---- | ---- | ----- | ---- | ----- | ----- | ----- | ----- | ----- |
| 833  | 880  | 1 238 | 887  | 1 003 | 1 121 | 1 322 | 2 374 | 2 209 |

| 1990  | 1999  | 2006  | 2007  | 2012  | 2017  | 2022  | - | - |
| ----- | ----- | ----- | ----- | ----- | ----- | ----- | - | - |
| 2 190 | 2 272 | 2 517 | 2 549 | 2 749 | 2 654 | 2 593 | - | - |

### Enseignement
La commune de Cattenom dépend de l'académie de Nancy-Metz (rectorat de l'académie de Nancy-Metz) et les écoles primaires de la commune dépendent de l'Inspection académique de la Moselle.
Pour le calendrier des vacances scolaires, Cattenom est en zone B.
Sur la commune de Cattenom, 6 établissements scolaires sont ouverts : 5 écoles et 1 collège.

## Économie
- En 2016, 4 types de commerce sont disponibles sur la commune de Cattenom[39].
- Sur le territoire de Cattenom, 3 types de produit alimentaire traditionnel issus d'un savoir-faire et d'un terroir sont fabriqués.
- La centrale nucléaire de Cattenom emploie environ 1 200 personnes.

## Culture locale et patrimoine

### Linguistique
Les dialectes de Cattenom, Husange et Sentzich sont pratiquement identiques ; un peu plus au nord, à partir de Gavisse, il y a une zone de diphtongaison intense dans laquelle le dialecte est très différent. À l'inverse, au sud de Cattenom et sur la rive droite de la Moselle, les diphtongues sont moins nombreuses. À titre d'exemple, le dialecte de Rodemack (au Nord) a 10 diphtongues, alors que celui de Haute-Yutz (au Sud) n'a que 2 diphtongues.
Par ailleurs, il existe beaucoup de cas où les voyelles et les diphtongues sont les mêmes en dialecte de Cattenom et en luxembourgeois standard. Les mots en cattenomois sont par exemple : de Summär (l'été), t Duurf (le village), hiren (entendre), d'Meent (les mois), de Fusspaacht (le sentier) et schlanks (à gauche). Aussi, à Cattenom, le verbe donner se conjugue au prétérit de la manière suivante : ech guff, dou guffscht, hee guff, mir guwwen, dir gufft, säi guwwen.

### Surnoms
Comme ailleurs en Moselle germanophone, chaque habitant de Cattenom avait, en plus de son nom officiel, un Bäinumm (surnom francique) à l'origine souvent obscure. La revue Hemechtsland a Sprooch de 1983 consacrée à Cattenom donne pour exemples une liste non exhaustive de 79 Cattenomois avec leurs noms et surnoms.
Dans les villages voisins, les habitants de Cattenom étaient surnommés : d'Bounesäck (les sacs de haricots dans le sens « gros mangeurs de haricots »), d'Mouken (les crapauds) et d'Schlecken (les escargots).

### Lieux et monuments

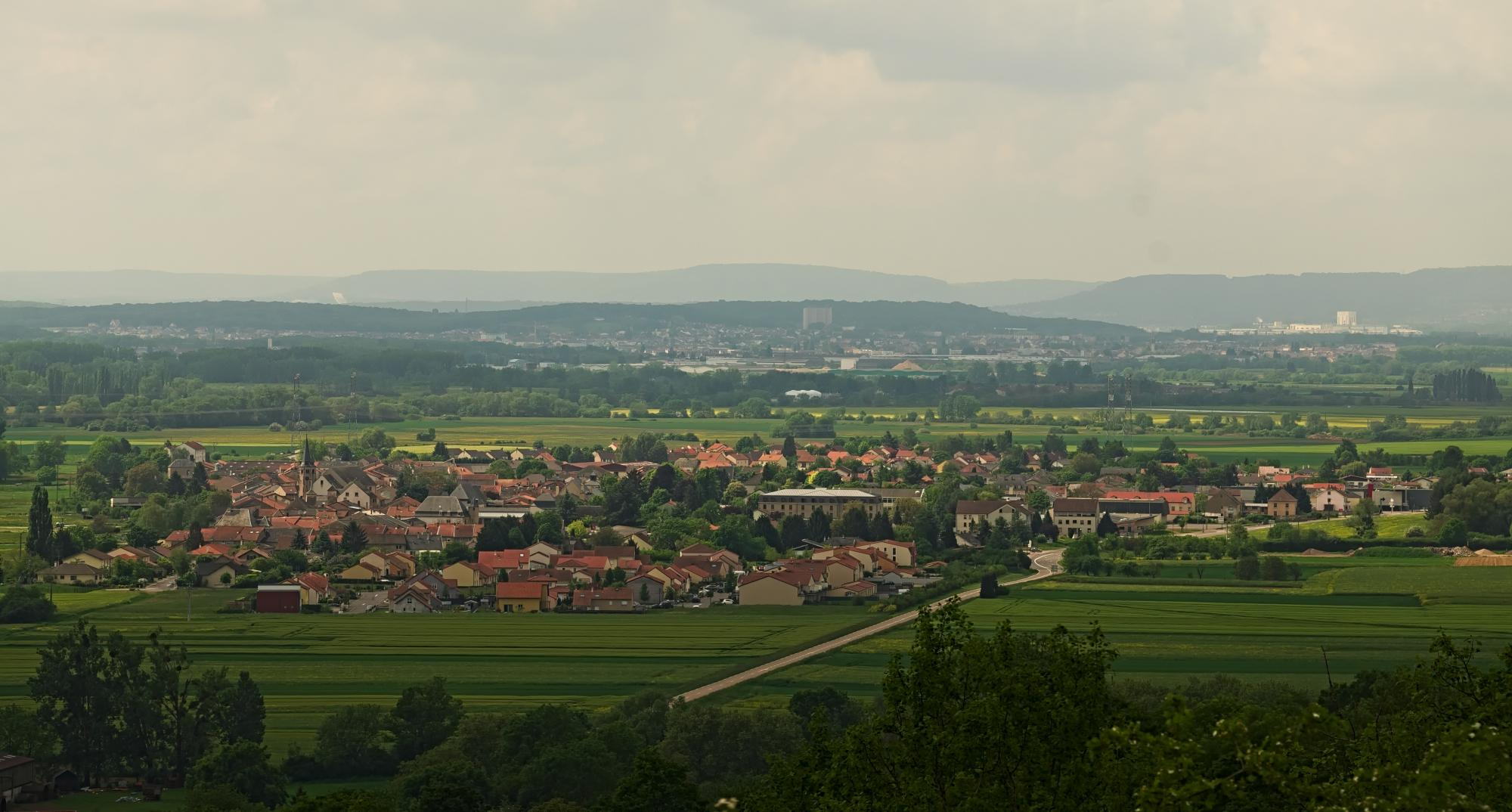
Panorama sur Cattenom, Yutz et la vallée de la Moselle depuis le sommet du Galgenberg.

#### Lieux
- Sommet de la colline du Galgenberg ; en français, le mont de la Potence. Promontoire visible de loin, il devait servir de lieu d'exposition des condamnés à mort dans les temps anciens. La base d'une croix est encore visible sur le site. Situé à une altitude de 238 m, le Galgenberg offre un point de vue unique sur la vallée de la Moselle. Le panorama s'étend du Luxembourg à gauche et l'Allemagne, en passant par les hauteurs de Sierck-les-Bains, Kœnigsmacker et la vallée de la Canner, Yutz et Thionville. Par beau temps, on peut y observer la tour de radio-communication du mont Saint-Quentin à Metz. On peut y voir également les éléments caractéristiques du bloc observatoire no 5 de l'ouvrage du Galgenberg, construit pour la ligne Maginot. Une table d'interprétation historique aménagée au sommet de la colline permet d'y comprendre l'évolution des fortifications dans le secteur de Thionville (Festen, ligne Maginot) et la bataille livrée par l'armée américaine en 1944 pour la traversée de la Moselle.

#### Édifices civils
- Passage d'une voie romaine ;
- Château XIVe siècle XVe siècle des chevaliers teutoniques ; occupé par les troupes bourguignonnes en 1443.
- Trois maisons bourgeoises des XVIIe siècle XVIIIe siècle.

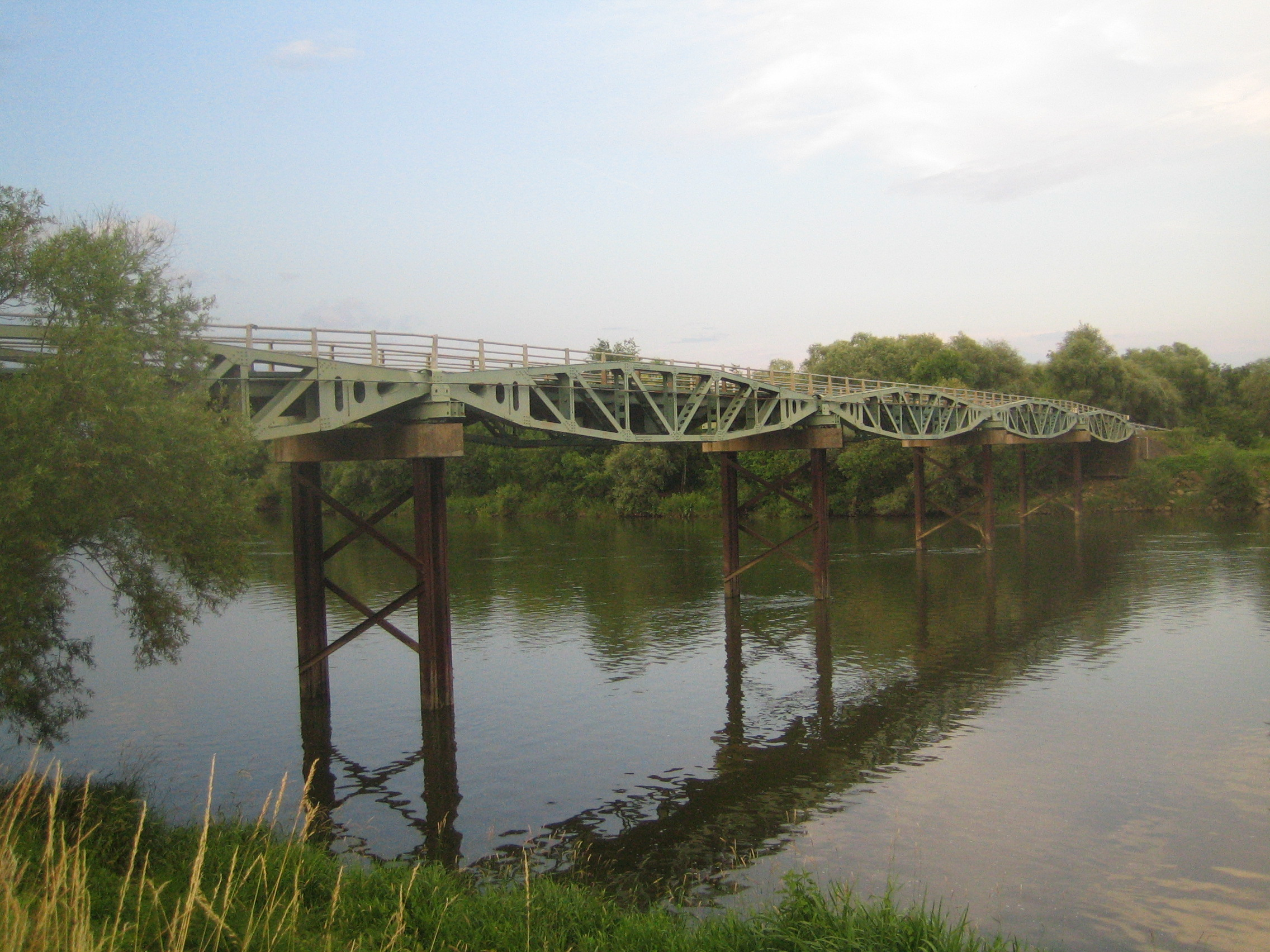
Pont de Cattenom constitué des éléments de port artificiel « Whale ».

- Pont de Cattenom constitué des éléments de port artificiel « Whale ». Pont entre Cattenom et Kœnigsmacker, formé d’anciennes voies flottantes « Whale » du port Mulberry d’Arromanches, établi pendant la Seconde Guerre mondiale, après le débarquement de Normandie et réutilisées ici.
- Centrale nucléaire de Cattenom, mise en service entre 1987 et 1991, 7e centrale nucléaire au monde par sa puissance installée (quatre réacteurs de 1 300 MW chacun) et 2e en France par sa production (34 000 milliards de watts en 2009, soit 8 % de la production d'EDF).

#### Édifices religieux
- Église paroissiale Saint-Martin : anciennement chapelle Saint-Étienne de l'Ordre Teutonique construite durant les XIe et XIIe siècles, démolie en 1830, excepté le chœur et la tour clocher qui sont inscrits au titre des monuments historiques par arrêté du 22 octobre 1991[42]. Édifiées par-dessus cette chapelle, les constructions du nouveau chœur et de la tour du clocher furent achevées en 1831. Cette église devint l'église paroissiale Saint-Martin en remplacement de l'ancienne située sur le site du cimetière actuel. L'église est dotée d'un orgue d'Aristide Cavaillé-Coll (1857), composé de deux claviers de 54 et de 37 notes ainsi que d'un pédalier de 30 notes[43].
- Église paroissiale Saint-Rémi à Husange. Église paroissiale pour l'écart de Husange et les écarts de Kœking et Garche (commune de Thionville), construite en 1708 (date portée sur le linteau du portail), restaurée en 1726 (date portée sur le 1er contrefort côté sud). Dernier niveau de la tour clocher, portail, plafonds de la nef et des bas-côtés, décor stuqué refait, sacristies sont construits en 1881 (date portée sur le portail).
- Église paroissiale Saint-Jacques à Sentzich, construite en 1828 (date portée sur la façade occidentale). La date 1846, portée sur la clef de la porte au chevet rappelle sans doute l’érection de la croix qui la surmonte. Tour clocher 4e quart XIXe siècle.
- Ossuaire, sous la chapelle du cimetière, inscrit au titre des monuments historiques par arrêté du 23 novembre 1987[44].
- Synagogue à Sentzich, construite au XIXe siècle ; transformée en atelier de menuiserie au XXe siècle, située rue de la Synagogue.

#### Édifices militaires

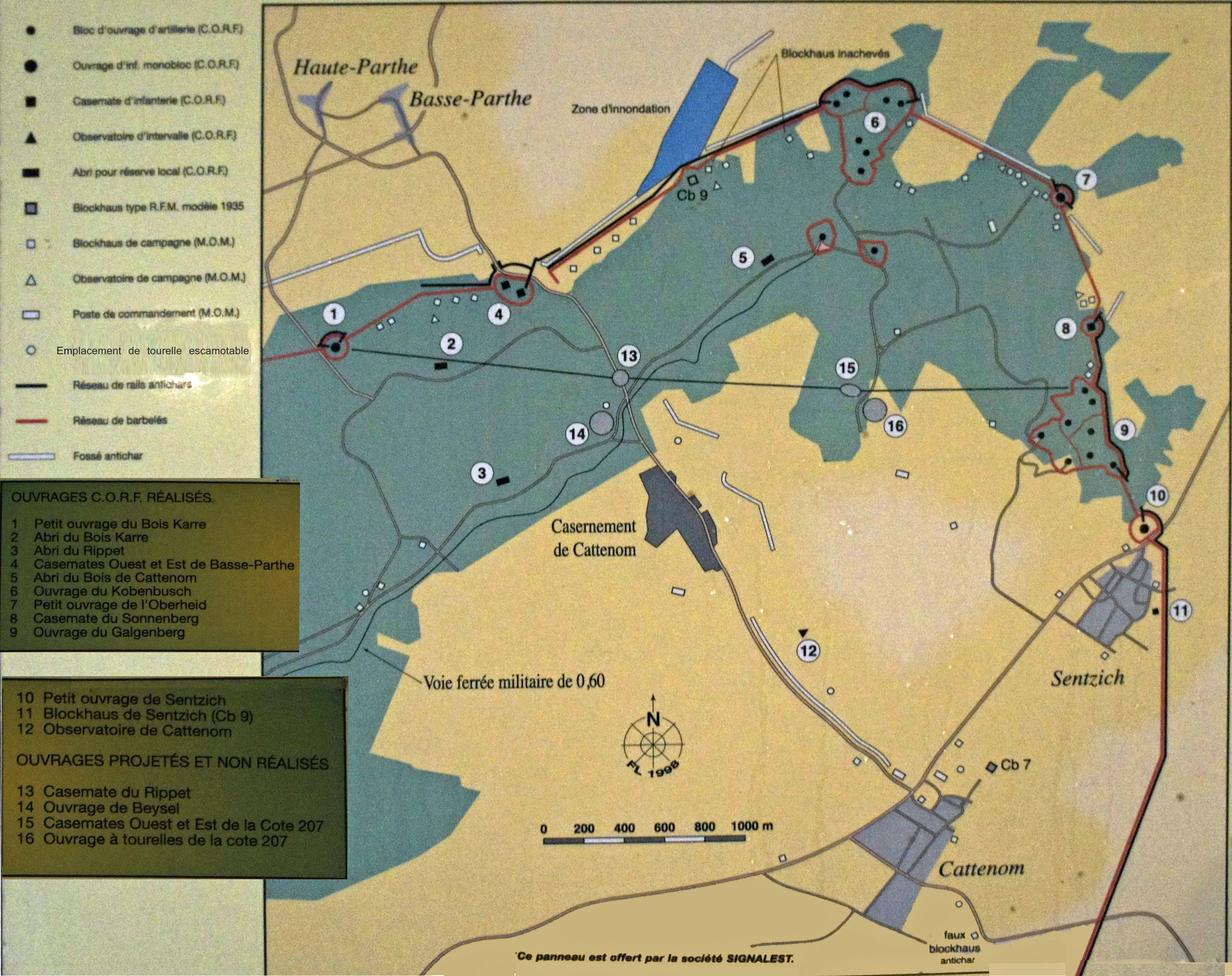
Carte des constructions de la Ligne Maginot dans le bois de Cattenom et la forêt domaniale de Garche

La commune abrite sur son territoire plusieurs ouvrages de la ligne Maginot. Lors de l'élaboration du projet de ligne de défense, il a été reconnu stratégiquement indispensable d'englober la forêt et ses hauteurs dans le territoire défendu, sous peine de voir l'adversaire s'y installer en cas de guerre et tenir les vallées de la Moselle et de la Canner sous son contrôle et son feu d'artillerie. Un saillant a donc été aménagé dans le tracé de la ligne avec pour corollaire, afin d'en limiter la faiblesse potentielle (attaque par deux côtés), une concentration d'ouvrages inédite et impressionnante sur un petit périmètre. Ainsi trouve-t-on cinq ouvrages importants sur le ban de Cattenom : 
- Ouvrage du Kobenbusch ;
- Ouvrage de l'Oberheid ;
- Ouvrage du Galgenberg ;
- Ouvrage de Sentzich.
- Ouvrage du Bois Karre

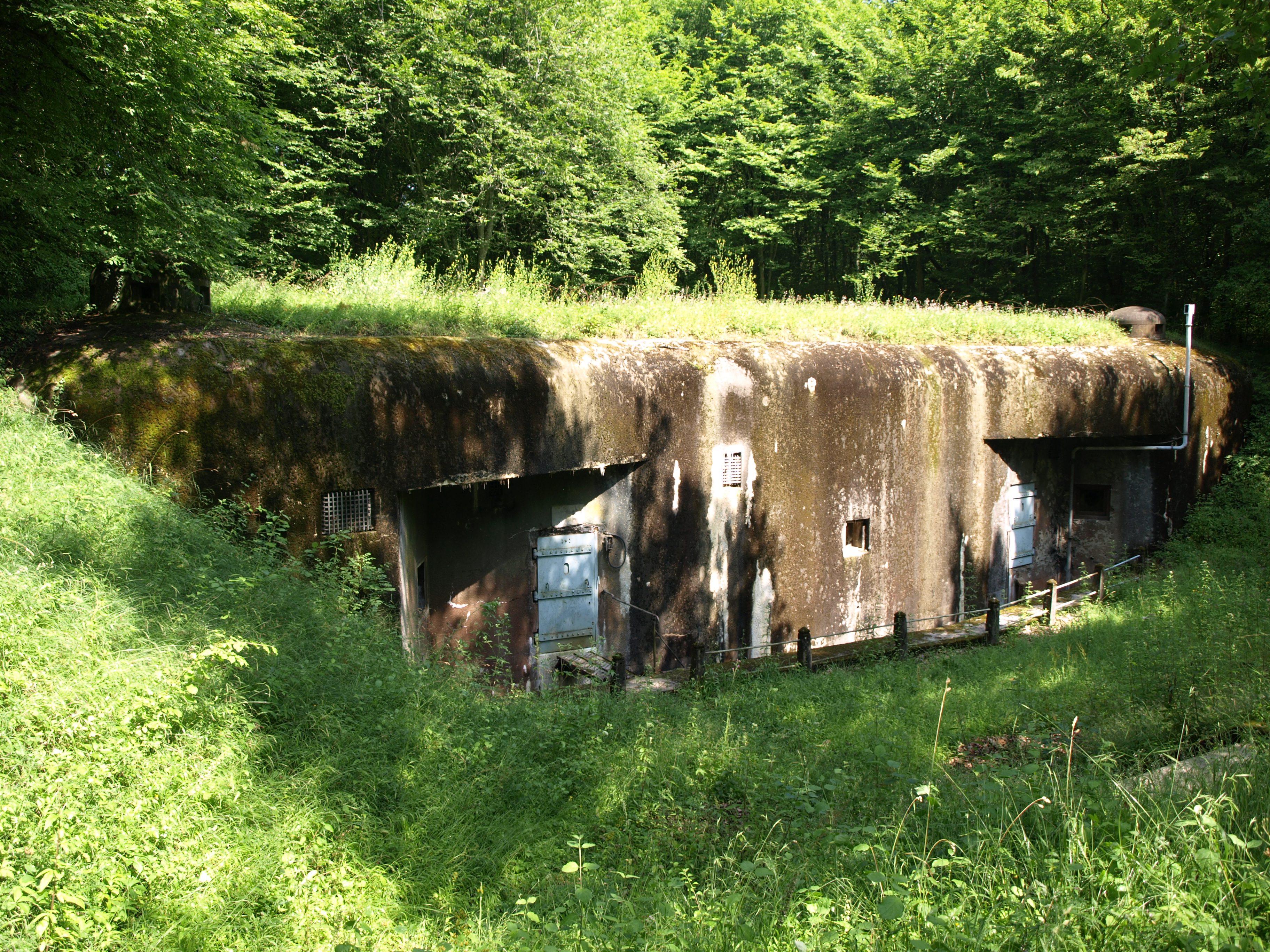
Ligne Maginot, Abri du bois de Cattenom.

Outre ces ouvrages, on a aménagé également sur le ban de la commune une casemate d'infanterie (Sonnenberg), deux abris de surface pour la troupe (bois de Cattenom, Rippert), un observatoire et des nombreux petits blockhaus chargés de renforcer la ligne de front. Il y avait aussi, en lieu et place de la centrale nucléaire, un casernement de temps de paix pour accueillir les militaires. D'autres ouvrages avaient été planifiés pour renforcer le saillant mais, faute de crédits, ils n'ont jamais été mis en chantier.
En ajoutant les constructions situées sur les bans voisins (Boust et Breistroff la Grande) et qui sont à proximité (abri du Bois Karre, casemates de Basse-Parthe, blocs de combats du Kobenbusch), cette forte concentration d'ouvrages à vocation différente fait de la forêt communale de Cattenom et de la forêt domaniale de Garche le plus grand musée à ciel ouvert de la ligne Maginot.

### Galerie photographique

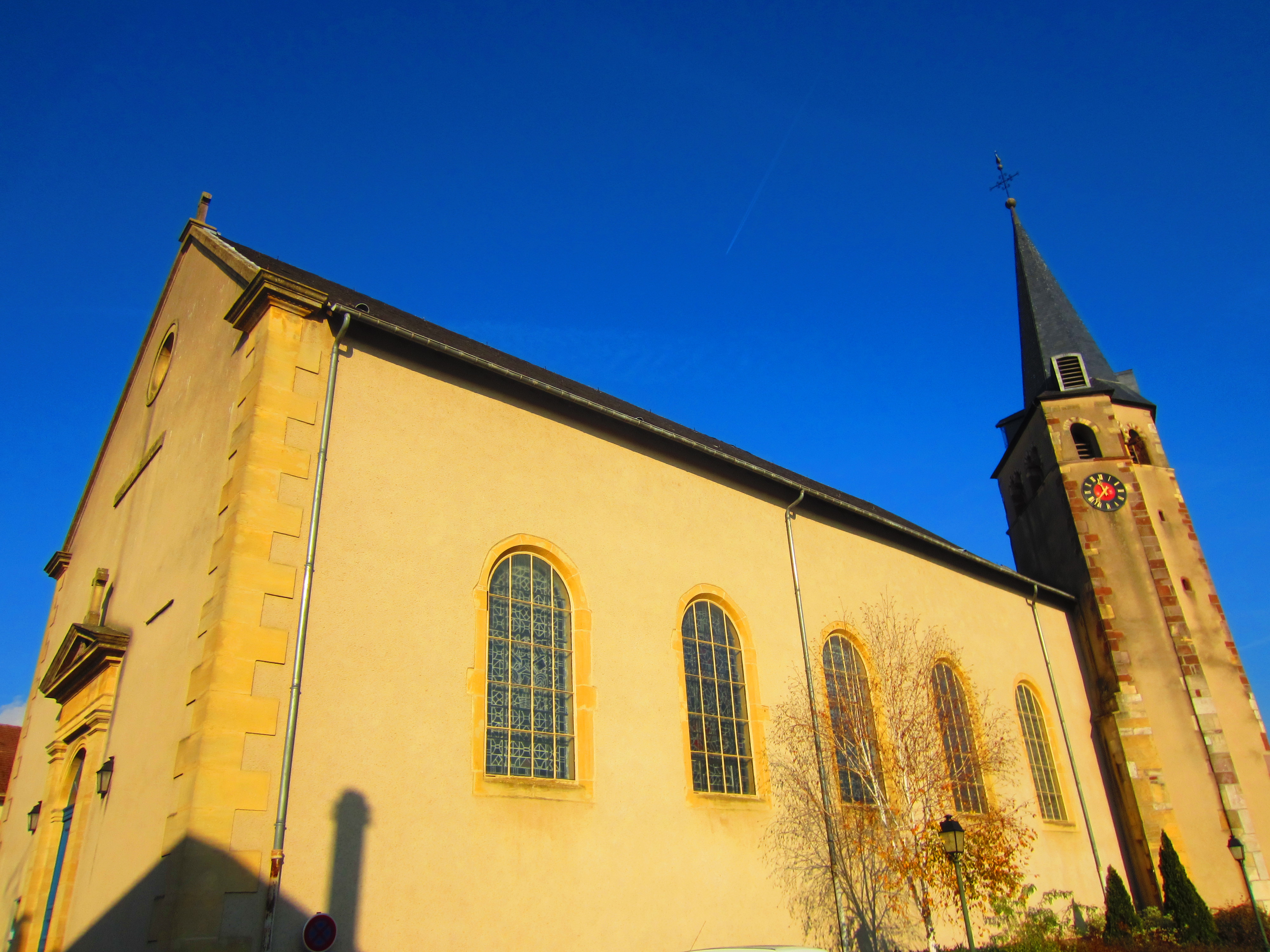
Église paroissiale Saint-Martin.
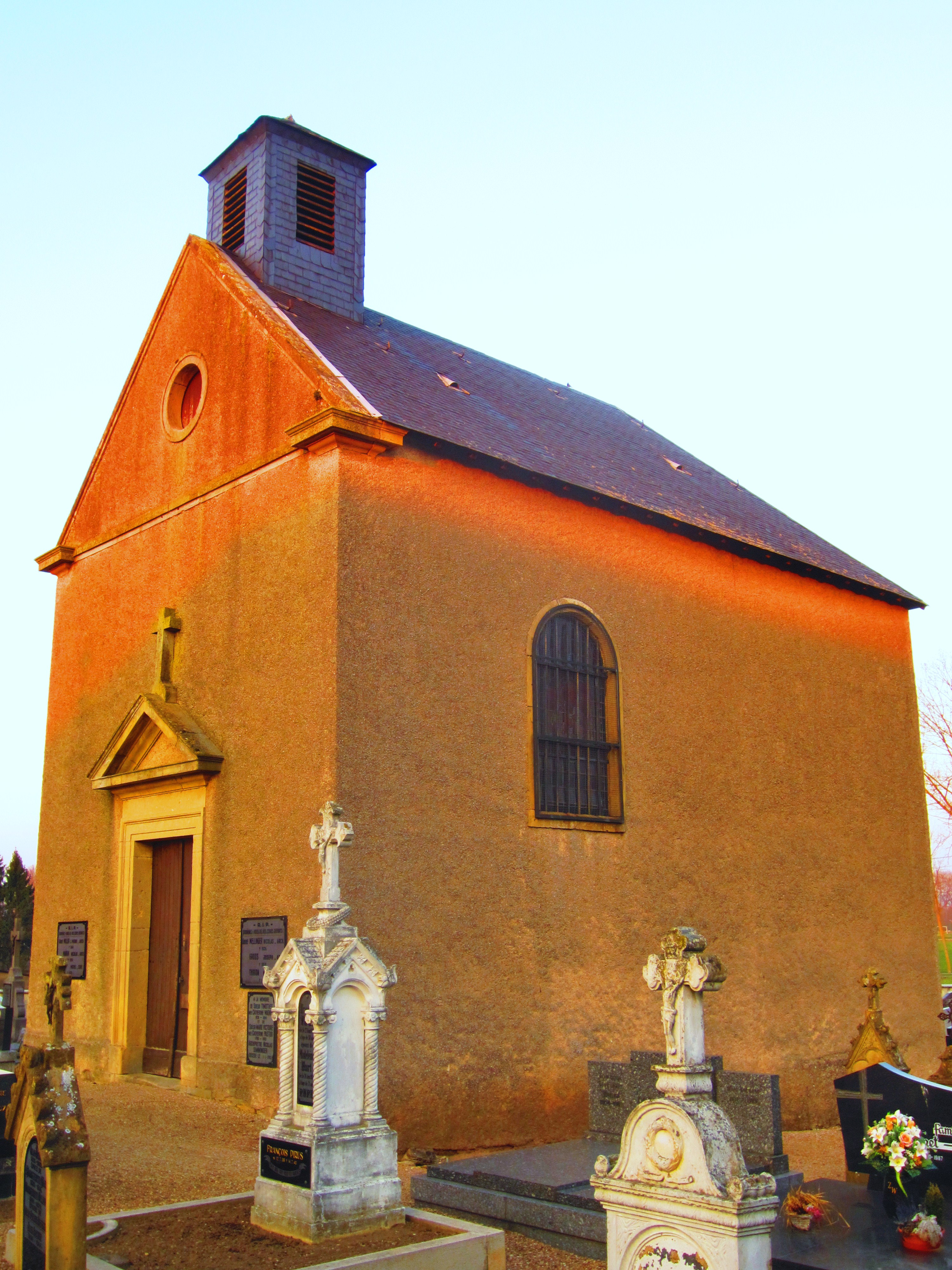
Chapelle du cimetière.
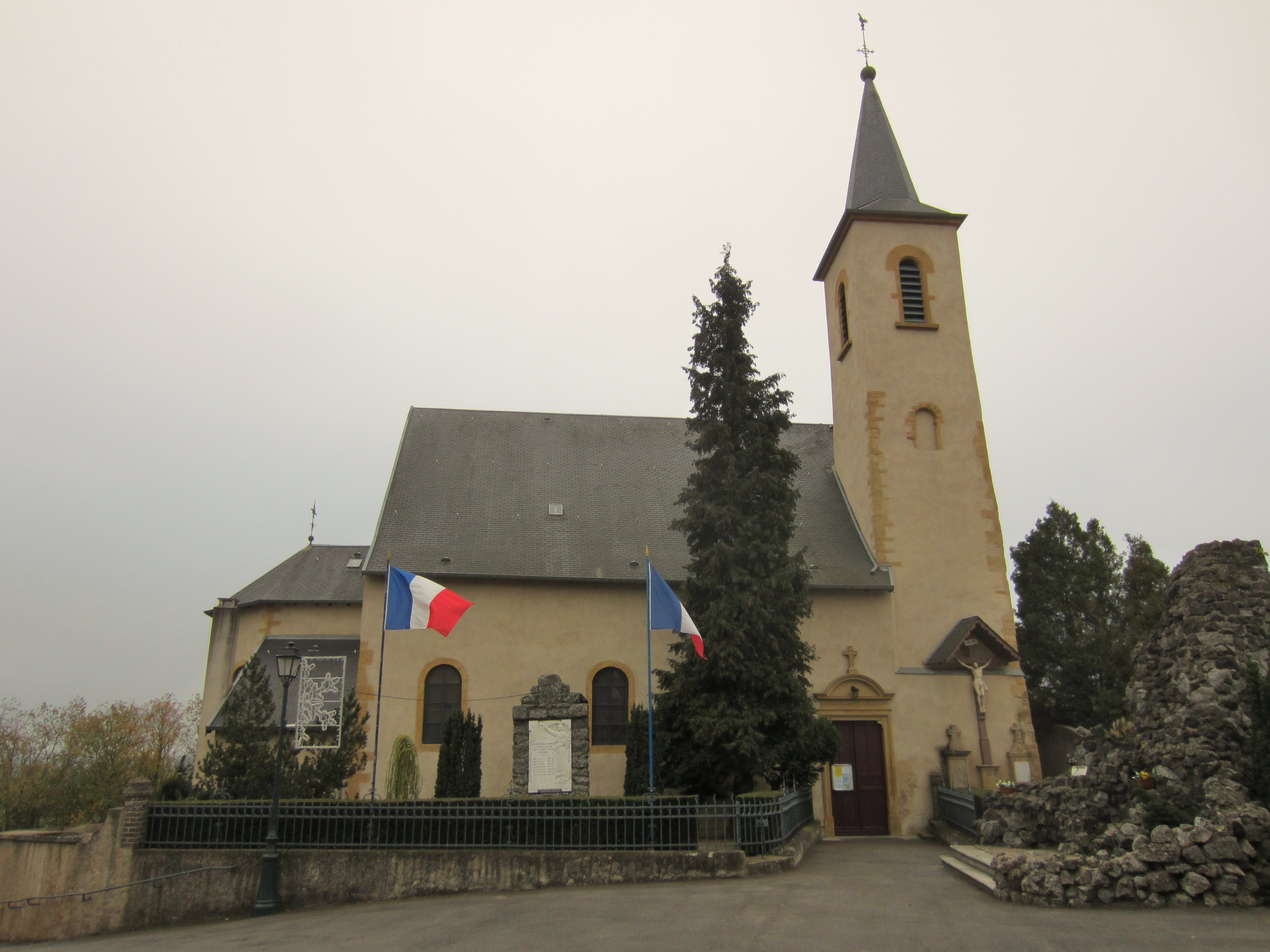
Église paroissiale Saint-Rémi à Husange.
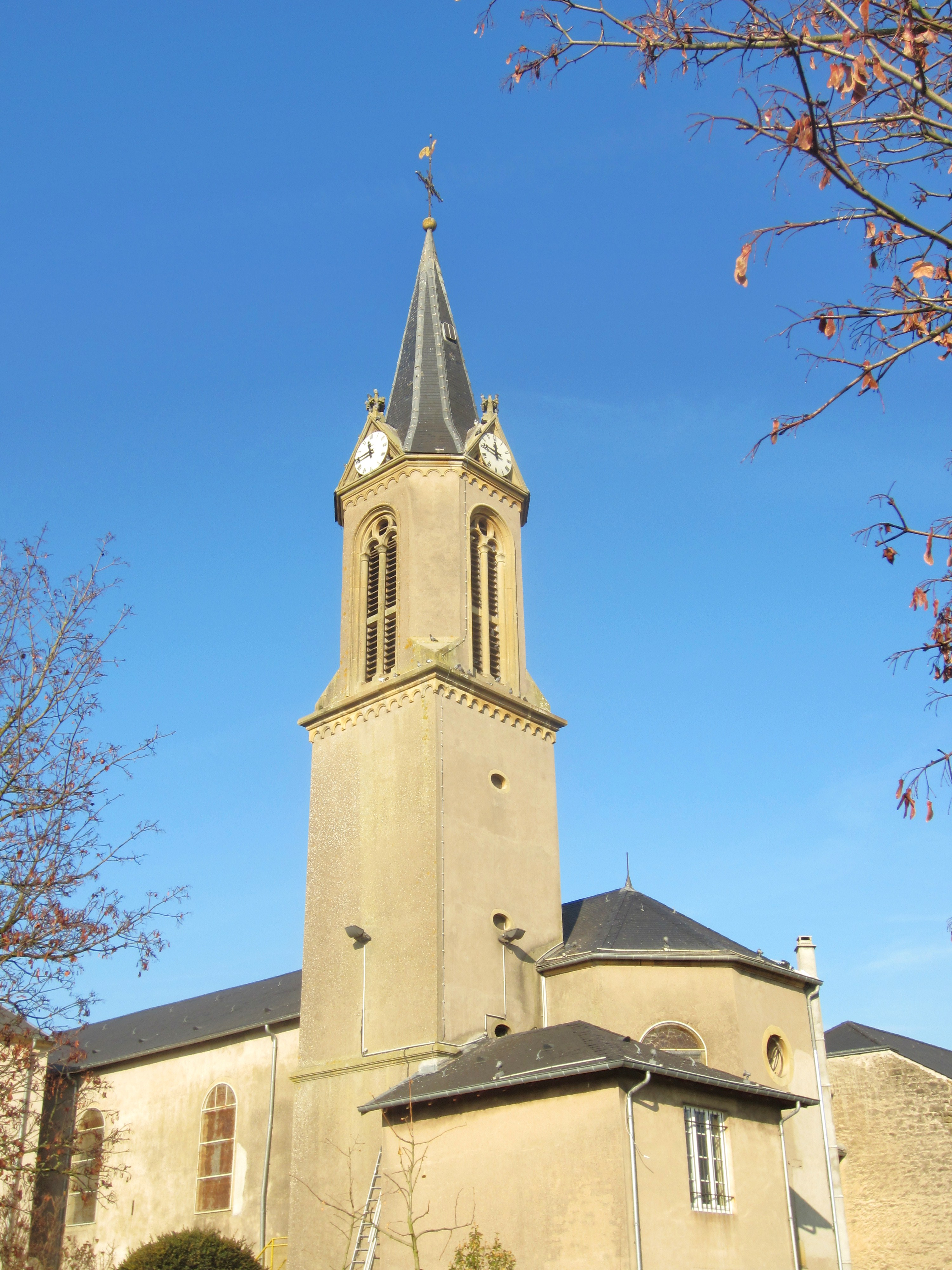
Église paroissiale Saint-Jacques à Sentzich.

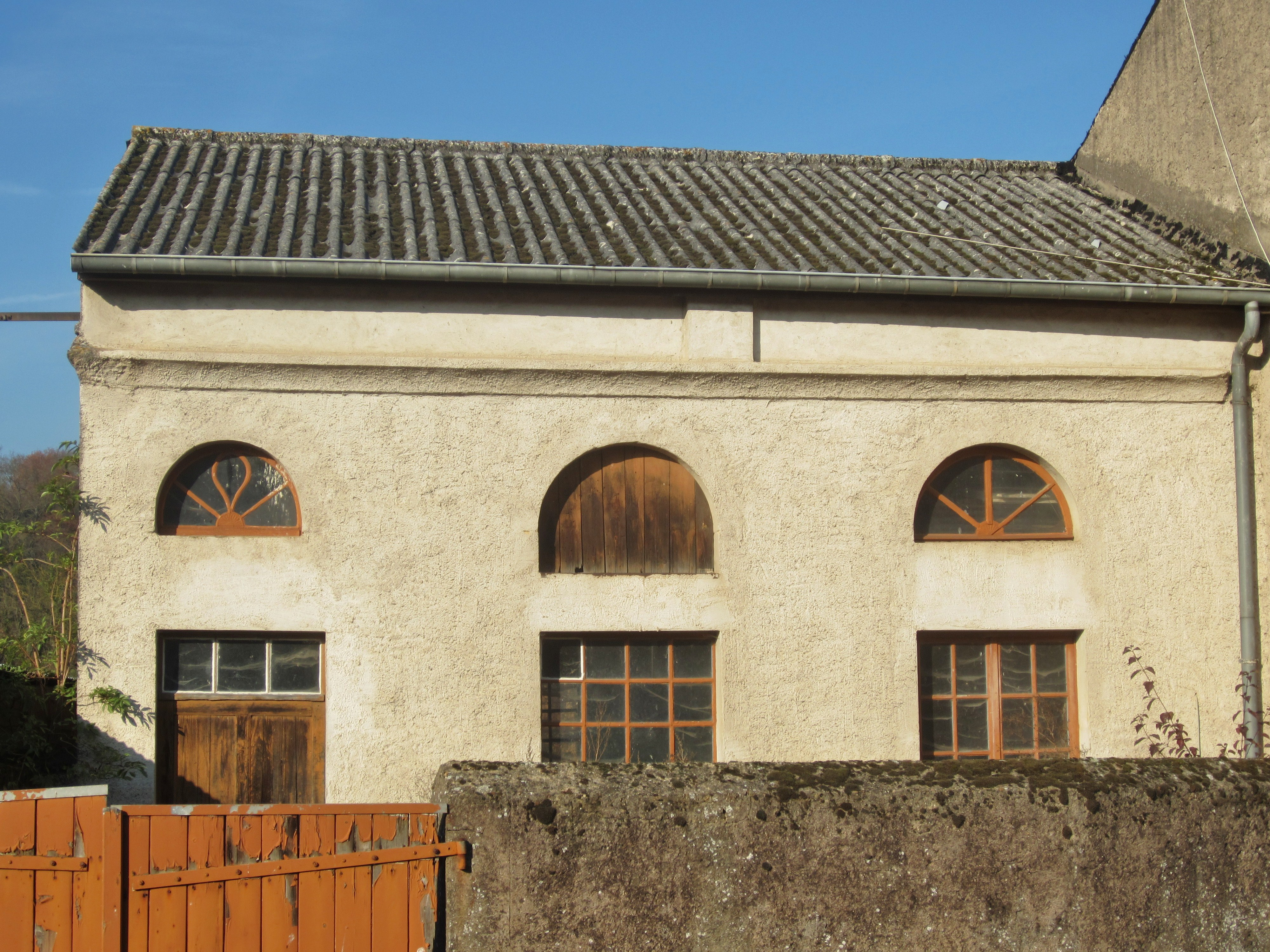
L'ancienne synagogue de Sentzich.
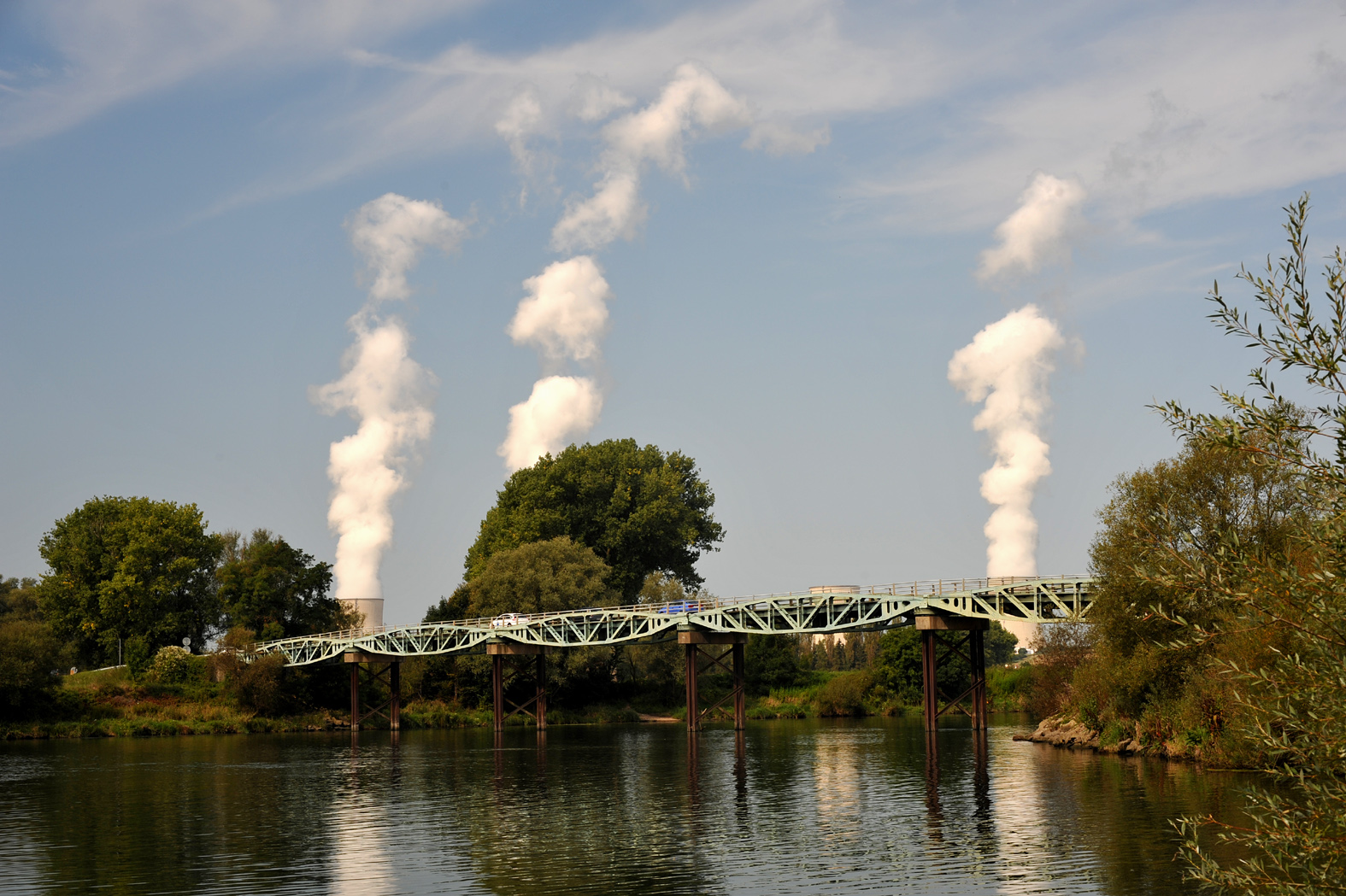
Le pont sur la Moselle et ses « pontons Whale ».
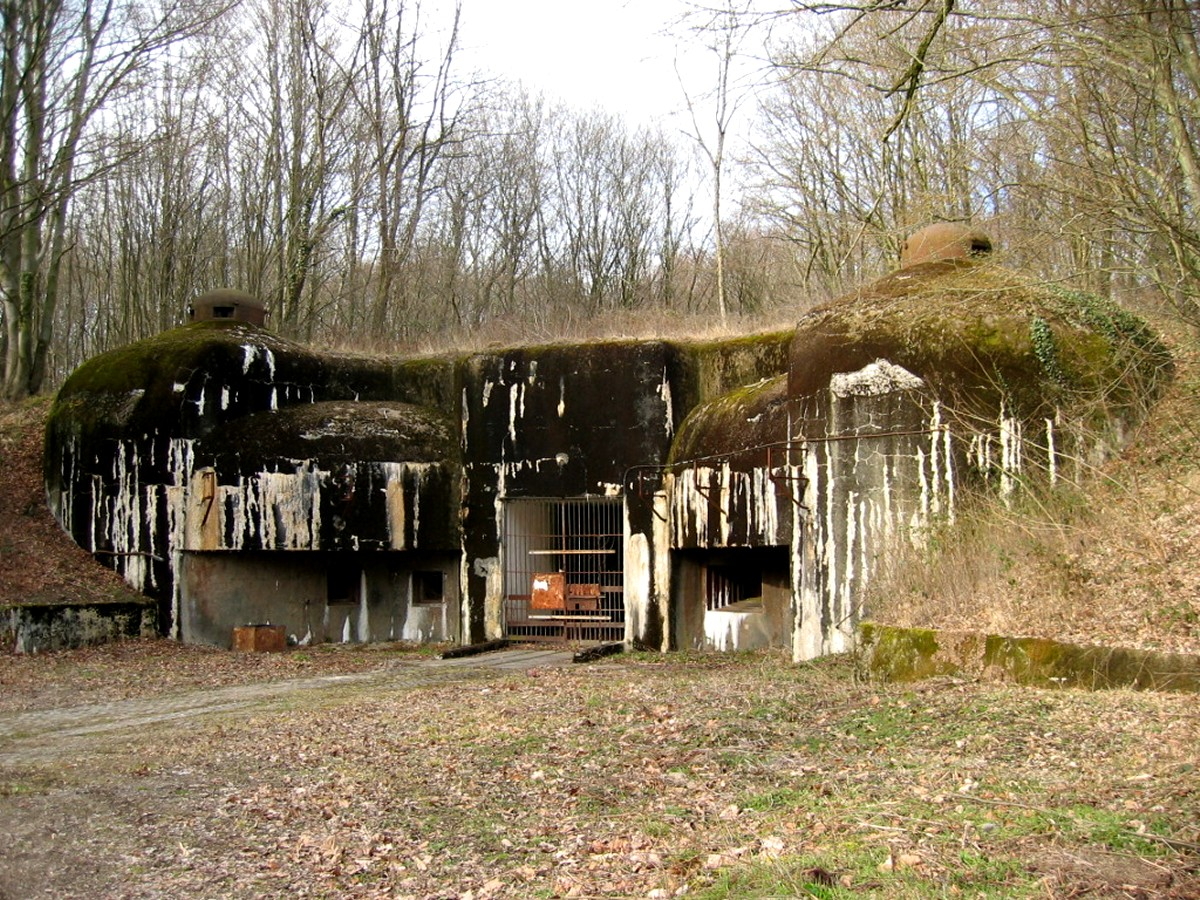
Entrée des munitions de l'ouvrage du Kobenbusch.
Centrale nucléaire de Cattenom.
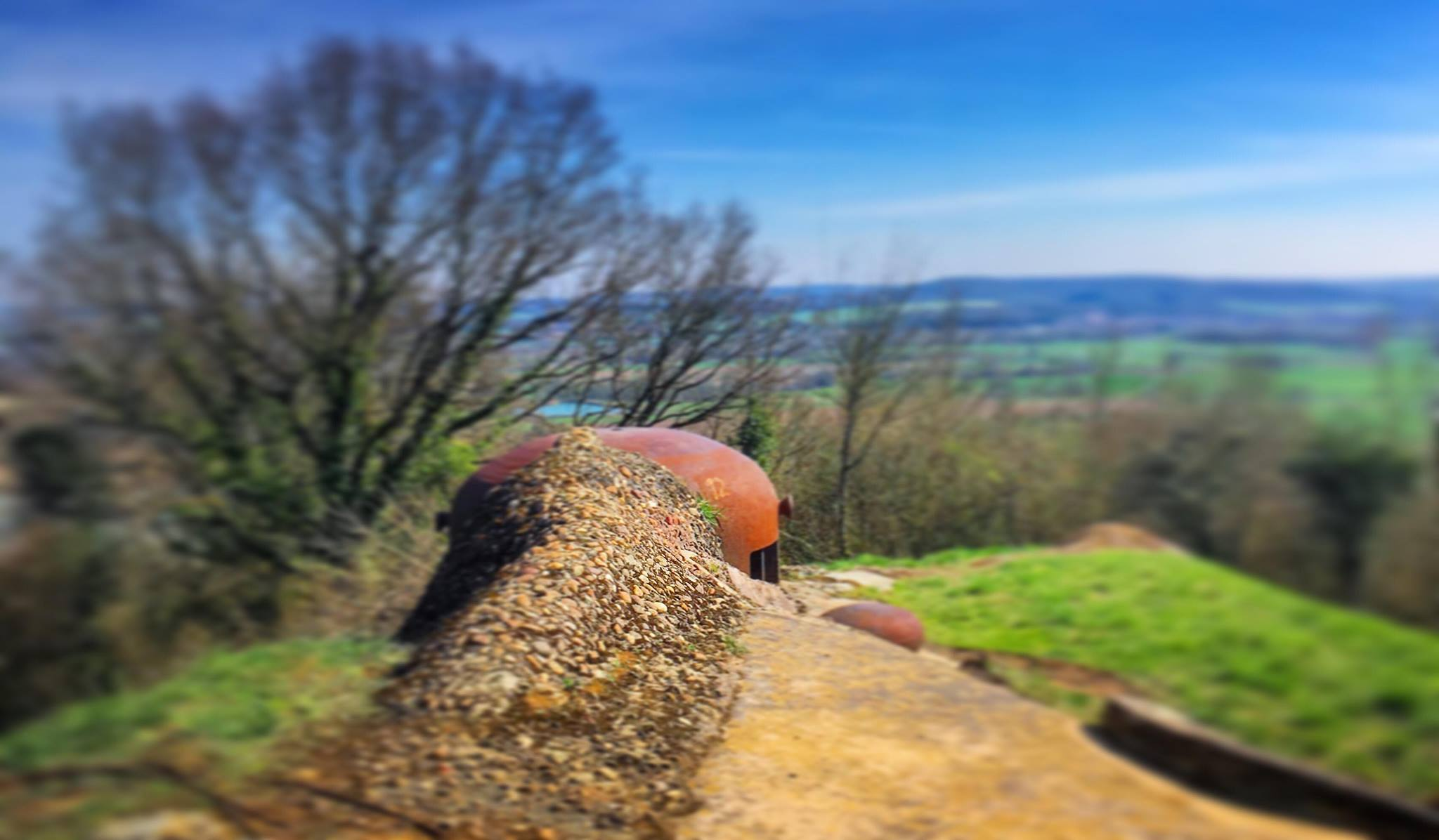
Panorama du Galgenberg.

### Personnalités liées à la commune
- Charles Bertin Gaston Chapuis de Tourville (1740-1809), général des armées de la République y est décédé.
- François Fick (1862 - ap. 1918), homme politique lorrain. Il fut député allemand au Landtag d'Alsace-Lorraine de 1911 à 1918.

### Héraldique
| Blason de Cattenom | Blason  | Coupé d'argent et de sable, à l'escarboucle de huit rais d'or, fleurdelisée sur la croix, pommetée sur le sautoir et ouverte du champ en abîme, brochant sur le tout. |
| Blason de Cattenom | Détails | C'est le blason de la famille Kettenhoven, d'ancienne chevalerie luxembourgeoise. L'escarboucle n'a aucun rapport avec la centrale nucléaire de Cattenom.             |